# The Hormonauts
The Hormonauts sono un trio italiano di rockabilly. Il loro sound spazia dal rockabilly al rocksteady, dal punk al country.

## Storia del gruppo
Nascono nel 1999 per volontà dello scozzese Andy MacFarlane e iniziano a girare l'Italia con uno spettacolo live in cui propongono brani classici e produzioni originali di matrice tipicamente rockabilly, ma il loro stile è venato di influenze punk-rock, rocksteady fino a sonorità country, sempre con una certa vena ironica.
Nel 2002 viene pubblicato Hormone Hop, il primo disco dalla band, a cui seguono con cadenza annuale Mini-Skirt del 2003 e Hormone Airlines del 2004. Da questo album viene estratta la rivisitazione in chiave country di Stayin' Alive, il successo dei Bee Gees da La febbre del sabato sera; il singolo e il video ottengono un buon riscontro sia radiofonico che televisivo a livello nazionale.
Nello stesso anno la band apre i concerti italiani di Manu Chao, The Cramps, Rancid e partecipa a noti festival italiani.
Nel 2006 viene pubblicato Hormonized, il loro quarto album, che contiene il singolo My Sharona, cover del brano dei Knack. Con la pubblicazione dell'album anche in Belgio, Paesi Bassi e Germania l'attività live del gruppo esce dai confini nazionali e si estende al resto dell'Europa.
Nel 2007 The Hormonauts vengono scelti per rappresentare l'Italia all'SXSW Music Conference and Festival e al festival EuroSonic di Groningen nei Paesi Bassi.
Nel 2008 il gruppo partecipa come resident band al programma Lo show più buono che ci sia, condotto da Gip sull'emittente televisiva All Music.
Nel giugno 2008 esce l'album Spanish Omelette con la collaborazione del Dj londinese Kenny Diesel, in cui la band sperimenta innesti country, blues, rocksteady su basi di campioni elettronici.
A Novembre 2008 la loro rivisitazione di Staying Alive viene inserita nella colonna sonora per il film francese J'irai dormir à Hollywood, distribuito dalla Disney.
Nel 2009 Spanish Omelette viene pubblicato in Giappone per l'etichetta ArtUnion/U-Pop records, mentre in Italia vengono ripubblicati insieme Hormone Hop e Mini-Skirt.
Il 19 maggio 2021 hanno suonato nuovamente insieme dopo molti anni, in una reunion organizzata ai Magazzini Generali di Milano.
In seguito hanno intrapreso un breve tour nell'estate del 2022, con concerti a Legnago, Senigallia, Cesenatico, Brescia, e hanno partecipato al Blow Up Your Mind Fest il 7 dicembre 2022.
Nel 2023 era previsto un loro concerto il primo maggio a Cesena, poi rinviato a data da destinarsi a causa del maltempo.

## Curiosità
- Il cantante Andy fa parte dei Mutoidi, un gruppo di inglesi dediti al riciclaggio di rottami che vengono successivamente trasformati in sculture gigantesche.

## Formazione

### Formazione attuale
- Andy MacFarlane - voce e chitarra
- Sasso Battaglia - contrabbasso e voce
- Mattia Pinna De Paola - batteria (2003-oggi)

### Ex componenti
- Paolo Peddis batteria, (1999 - 2003)

## Discografia

### Album
- 2002 - Hormone Hop (Voodoo Rhythm Records)
- 2003 - Mini-Skirt (Ammonia Records)
- 2004 - Hormone Airlines (V2 Records)
- 2006 - Hormonized (V2 Records)
- 2008 - Spanish Omelette (Hormonetta)
- 2010 - 13 Flight Rock

### EP
- 2004 - Cassius live (V2 Records)

### Singoli
- 2004 - Staying Alive (V2 Records)
- 2006 - My Sharona (V2 Records)
- 2008 - Spanish Homelette (Hormonetta)

## Videografia
- I see two
- Staying Alive
- Cassius
- My Sharona
- Porno stuntman
- Sitting in a Parking lot
- Just a little bit
- Tre Notti Di Fila